# Discina corticalis
Discina corticalis är en svampart som beskrevs av Petter Adolf Karsten 1891. Discina corticalis ingår i släktet Discinella, ordningen skålsvampar, klassen Pezizomycetes, divisionen sporsäcksvampar,  och riket svampar men har tidigare räknats till Discinella i ordningen Disksvampar.